# Cenchrus clandestinus
Cenchrus clandestinus (Hochst. ex Chiov.) Morrone, 2010 è una pianta erbacea tropicale della famiglia delle Poacee (o Graminacee). È conosciuta comunemente con il nome di erba kikuyu, poiché è originaria delle regioni montuose dell'Africa orientale che ospitano il popolo Kikuyu.
A causa della sua rapida crescita e della sua natura aggressiva, in alcune regioni è classificata come pianta infestante. Tuttavia, in Australia, Nuova Zelanda, Sud Africa e nella regione meridionale della California, viene utilizzata anche come erba da prato, poiché è poco costosa e moderatamente resistente alla siccità. Inoltre, è utile come foraggio per il pascolo del bestiame e funge da fonte di cibo per molte specie aviarie, tra cui la vedova codalunga. I culmi fioriti sono molto corti e "nascosti" tra le foglie, dando a questa specie il suo epiteto specifico (clandestinus).

## Descrizione
Cenchrus clandestinus è un'erba rizomatosa con radici aggrovigliate e portamento erbaceo, che raggiunge un'altezza compresa tra 30 e 150 mm. Le foglie sono verdi, appiattite o piegate verso l'alto lungo la nervatura centrale, lunghe 10–150 mm e larghe 1–5 mm. L'apice della lamina fogliare è ottuso.

## Distribuzione e habitat
Questa specie è nativa dell'Africa tropicale (Burundi, Congo, Eritrea, Etiopia, Kenya, Malawi, Ruanda, Tanzania, Uganda, Zimbabwe)
Si trova in terreni sabbiosi anche se predilige le zone umide.

## Tassonomia
La descrizione di questa specie è stata pubblicata da Emilio Chiovenda nel 1903, e ne riconosce una precedente, non accreditata, fatta da C.F. Hochstetter, come Pennisetum clandestinum. La specie è stata rinominata nel 2010 da Morrone come Cenchrus clandestinus.

## Specie invasiva
È stato introdotto in Africa, Asia, Australia, Americhe e Pacifico, dove è soggetto a sradicamento attraverso pratiche di gestione. La facilità di coltivazione e il portamento fitto rendono questa specie un'ottima erba da prato. Nella California del sud l'erba è comunemente usata sui campi da golf per il rough poiché è resistente alla siccità. Il famoso Riviera Country Club e il Torrey Pines Golf Course utilizzano entrambi quest'erba.
L'aggressiva colonizzazione dell'habitat naturale ha portato a naturalizzare questa erba in regioni come il sud-ovest dell'Australia. Ha un alto potenziale invasivo grazie ai suoi rizomi e stoloni allungati, con i quali penetra nel terreno, formando rapidamente dense matasse e sopprimendo altre specie vegetali.
Può soverchiare altre piante, nascondendole e producendo tossine erbicide che uccidono le piante in competizione. In questo modo, impedisce la crescita di nuovi germogli di altre specie, può uccidere piccoli alberi e può soffocare stagni e corsi d'acqua. È resistente allo sfalcio e al pascolo grazie alla sua fitta rete di radici, che producono facilmente nuovi germogli. Nasce in tappeti erbosi e prati e può danneggiare gli edifici crescendo nelle intercapedini tra pietre e piastrelle. La pianta viene facilmente introdotta in nuove aree, accidentalmente, con macchine per arare e scavare, che possono trasferire pezzi del rizoma, incastrato nei mezzi, nelle zolle di terreno. Anche se l'erba si diffonde bene attraverso la riproduzione vegetativa da pezzi di rizoma, viene anche dispersa tramite seme. I rizomi che hanno raggiunto punti molto difficili da raggiungere continueranno a crescere come piante separate se vengono spezzati durante il tentativo di rimozione.